# Saut en hauteur féminin aux championnats du monde d'athlétisme 1987
Navigation
Helsinki 1983 Tokyo 1991
L'épreuve du saut en hauteur féminin des championnats du monde d'athlétisme 1987 s'est déroulée les 29 et 30 août 1987 dans le Stade olympique de Rome, en Italie. Elle est remportée par la Bulgare Stefka Kostadinova qui établit un nouveau record du monde en franchissant 2,09 m.

## Résultats

### Finale
| Rang               | Athlète                | Pays                 | 1.80 | 1.85 | 1.90 | 1.93 | 1.96 | 1.99 | 2.02 | 2.04 | 2.06 | 2.08 | 2.09 | Marque | Notes |
| ------------------ | ---------------------- | -------------------- | ---- | ---- | ---- | ---- | ---- | ---- | ---- | ---- | ---- | ---- | ---- | ------ | ----- |
| Médaille d'or      | Stefka Kostadinova     | Bulgaria             | –    | o    | o    | –    | o    | o    | o    | xxo  | xo   | –    | xo   | 2.09   | WR    |
| Médaille d'argent  | Tamara Bykova          | Union soviétique     | –    | o    | o    | o    | o    | o    | o    | o    | xx–  | x    |      | 2.04   |       |
| Médaille de bronze | Susanne Beyer          | Allemagne de l'Est   | o    | o    | o    | o    | o    | xo   | xxx  |      |      |      |      | 1.99   |       |
| 4                  | Silvia Costa           | Cuba                 | –    | o    | o    | o    | o    | xx-  | x    |      |      |      |      | 1.96   |       |
| 5                  | Larisa Kositsyna       | Union soviétique     | –    | o    | o    | xxo  | o    | xx-  | x    |      |      |      |      | 1.96   |       |
| 6                  | Heike Redetzky         | Allemagne de l'Ouest | –    | o    | o    | o    | xo   | xxx  |      |      |      |      |      | 1.96   |       |
| 7                  | Svetlana Isaeva-Leseva | Bulgaria             | –    | o    | o    | o    | xxx  |      |      |      |      |      |      | 1.93   |       |
| 8                  | Lyudmila Avdeyenko     | Union soviétique     | –    | xo   | o    | o    | xxx  |      |      |      |      |      |      | 1.93   |       |
| 8                  | Louise Ritter          | États-Unis           | –    | o    | xo   | o    | xxx  |      |      |      |      |      |      | 1.93   |       |
| 10                 | Madely Beaugendre      | France               |      |      |      |      |      |      |      |      |      |      |      | 1.93   |       |
| 11                 | Coleen Sommer          | États-Unis           | –    | o    | xo   | x    |      |      |      |      |      |      |      | 1.93   |       |
| 12                 | Lyudmila Andonova      | Bulgaria             | o    | o    | xxx  |      |      |      |      |      |      |      |      | 1.85   |       |

## Légende
Records et Performances
- AR : Record continental (area record)
- CR : Record des championnats (championship record)
- MR : Record du meeting (meet record)
- NR : Record national (national record)
- OR : Record olympique (olympic record)
- PR : Record paralympique (paralympic record)
- PB : Record personnel (personal best)
- SB : Meilleure performance personnelle de la saison (season's best)
- WL : Meilleure performance mondiale de l'année (world leader)
- WJR : Record du monde junior (world junior record)
- WR : Record du monde (world record)

Circonstances et Conditions
- DNF : N'a pas terminé (did not finish)
- DNS : N'a pas pris le départ (did not start)
- DQ : Disqualification (disqualification)
- NM : Aucun essai valable enregistré (No Mark)
- Q : Qualifié « directement » au prochain tour (ou à la prochaine compétition), lors d'une compétition majeure, grâce au classement ou à la réalisation des minima (automatic qualifier)
- q : Qualifié au prochain tour (ou à la prochaine compétition), lors d'une compétition majeure, grâce au repêchage ou à la réalisation de l'une des meilleures performances parmi celles des « non qualifiés directement » (grâce au meilleur temps ou à la meilleure distance par exemple) (secondary qualifier)